# 坎迪約希縣
坎迪約希縣（英語：Kandiyohi County）是美國明尼蘇達州中南部的一個縣。面積2,232平方公里。根據美國2000年人口普查，共有人口41,203人。縣治威爾馬（Wilmar）。
成立於1858年3月20日，1866年被廢，1871年重立。縣名來自同名的湖群，蘇語的意思是「牛胭脂魚來的地方」。